# Розтока (Великопольське воєводство)
Розтока (пол. Roztoka) — село в Польщі, у гміні Клечев Конінського повіту Великопольського воєводства.
Населення — 74 особи (2011).
У 1975-1998 роках село належало до Конінського воєводства.

## Демографія
Демографічна структура станом на 31 березня 2011 року:
|          | Загалом | Допрацездатний вік | Працездатний вік | Постпрацездатний вік |
| -------- | ------- | ------------------ | ---------------- | -------------------- |
| Чоловіки | 38      | 12                 | 22               | 4                    |
| Жінки    | 36      | 5                  | 24               | 7                    |
| Разом    | 74      | 17                 | 46               | 11                   |